# سیارک ۲۲۲۵۴

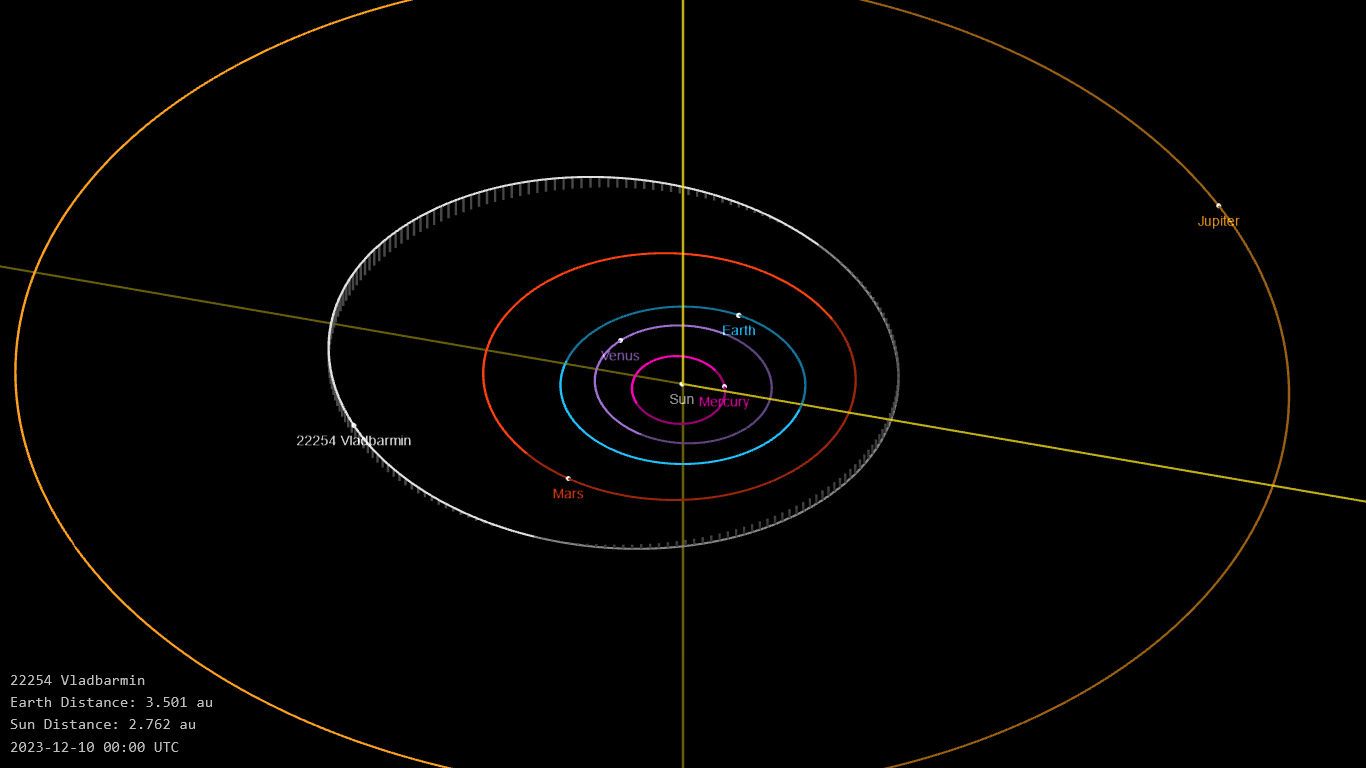
نمایی از محل قرارگیری سیارک ۲۲۲۵۴ در مدار – ۲۰۲۳

سیارک ۲۲۲۵۴ (به انگلیسی: 22254 Vladbarmin، نامگذاری:1978TV2) بیست و دو هزار و دویست و پنجاه و چهارمین سیارک کشف شده‌است که در ۳ اکتبر ۱۹۷۸ کشف شد.
قدر مطلق سیارک برابر ۱۶.۲ است.